# Feminicidio en México

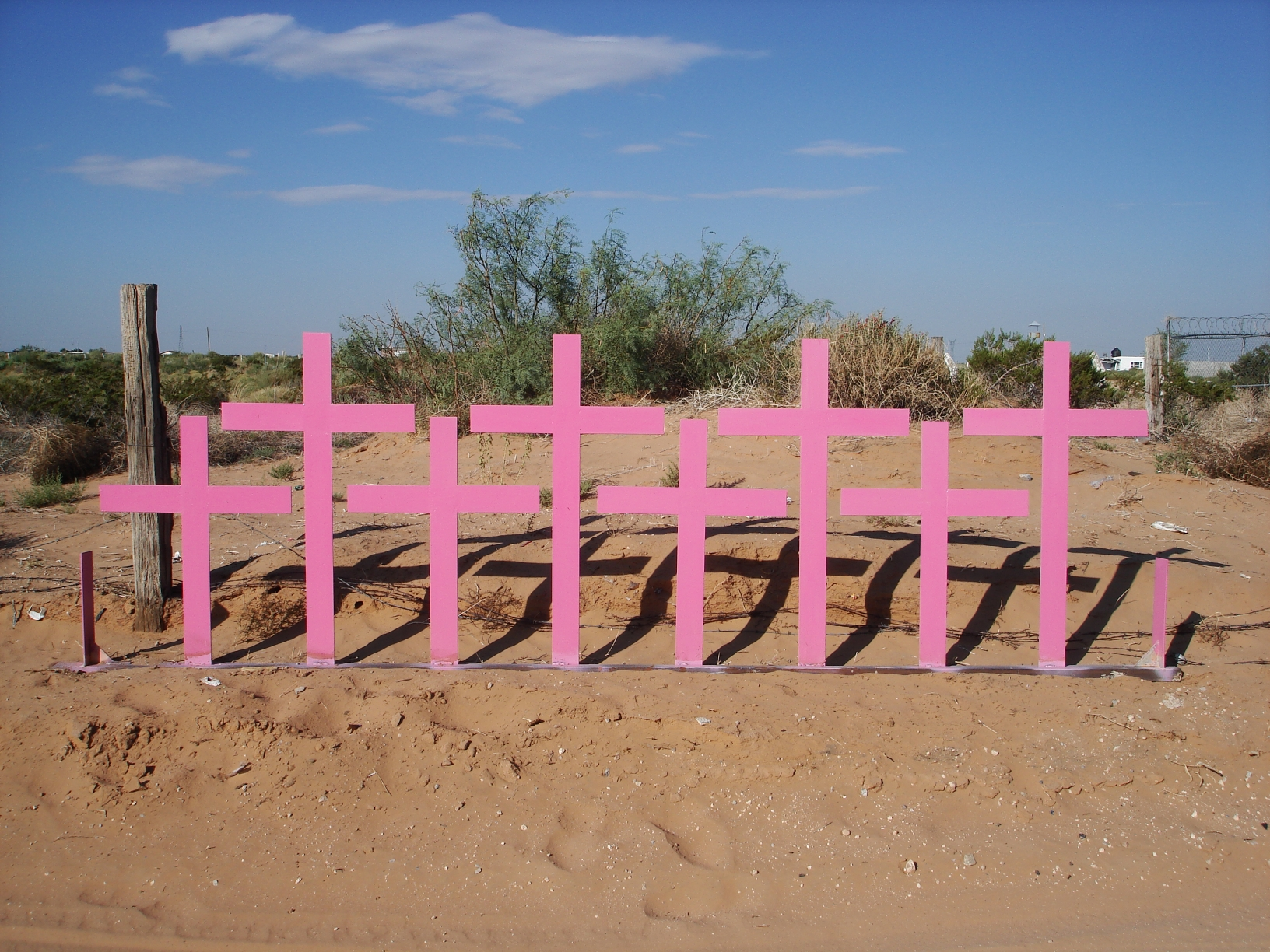
Cruces en Lomas del Poleo (Ciudad Juárez, Chihuahua) en el lugar donde fueron encontrados 8 cuerpos de mujeres en 1996.

El término feminicidio en México  designa los asesinatos cometidos contra mujeres dentro de ese país. Según el Observatorio Ciudadano Nacional del Feminicidio de México, el feminicidio se refiere al asesinato de mujeres por parte de hombres homicidas, motivados por la misoginia y el sexismo.
La denuncia de los casos de feminicidio de las mujeres de Ciudad Juárez en 1993 marcaron el precedente en la visibilización de este delito tanto en el ámbito de México como en el ámbito internacional. En noviembre de 2009, la Corte Interamericana de Derechos Humanos (CIDH) dictó el primer fallo internacional sobre feminicidio responsabilizando al Estado mexicano por la falta de diligencia en las investigaciones relacionadas con la desaparición y asesinato de Claudia Ivette González, Esmeralda Herrera Monreal y Laura Berenice Ramos Monárrez en el conocido como Caso Campo Algodonero. 
México fue el primer país en que se propuso la tipificación del delito de feminicidio (se incorpora el delito en el Código Penal Federal en 2012) y es el país en el que más iniciativas se han presentado en esta materia, tanto a nivel nacional como de las entidades federativas.
De enero a diciembre del 2016 se tiene un registro de 1,678 jóvenes desaparecidas en México. De la cifra global, 150 son menores de edad.
El Estado de México es uno de los lugares que encabezan las estadísticas de feminicidios en el país. En siete años (de 2006 a 2013) ocurrieron casi 3,000 asesinatos de mujeres. En 2016 ejecutaron a 591 mujeres, además de contar con once municipios con alerta de género.
Otras entidades que van en incremento de ataques mortales a mujeres son: Guerrero, Michoacán, entidad en la que en 2016 se declaró la alerta de género en 14 municipios, seguidos por Chihuahua, Jalisco y Oaxaca.
En el 2019 se tiene registro que en los últimos cinco años de acuerdo con el reciente informe del Secretariado Ejecutivo del Sistema Nacional de Justicia, ya van 240 casos de feminicidio, 686 víctimas de asesinato, 113 secuestros y 705 por extorsión contra ellas, cifras que superaron el registro de índice delictivo contra este sector, en la administración pasada.
En el 2020 tan sólo en el mes de enero según los datos del Secretariado Ejecutivo del Sistema Nacional de Seguridad Pública se estima que hubo un total de 320 mujeres asesinadas en las cuales se pueden hacer registro de 10 muertes de mujeres al día. Sólo que la información por parte de la fiscalía señala que solamente 73 de estas muertes fueron marcadas como feminicidios.

## Marco legal nacional
De las 32 entidades federativas que componen el país, en todas se considera el feminicidio como delito. A nivel federal, el 14 de junio de 2012 fue publicada en el Diario Oficial de la Federación la reforma que incorporó el delito de Feminicidio en el Código Penal Federal, donde se define como feminicidio:
“Artículo 325.- Comete el delito de feminicidio quien prive de la vida a una mujer por razones de género. Se considera que existen razones de género cuando concurra alguna de las siguientes circunstancias:
I. La víctima presente signos de violencia sexual de cualquier tipo;
II. A la víctima se le hayan infligido lesiones o mutilaciones infamantes o degradantes, previas o 
posteriores a la privación de la vida o actos de necrofilia;
III. Existan antecedentes o datos de cualquier tipo de violencia en el ámbito familiar, laboral o escolar, del sujeto activo en contra de la víctima;
IV. Haya existido entre el activo y la víctima una relación sentimental, afectiva o de confianza;
V. Existan datos que establezcan que hubo amenazas relacionadas con el hecho delictuoso, acoso 
o lesiones del sujeto activo en contra de la víctima;
VI. La víctima haya sido incomunicada, cualquiera que sea el tiempo previo a la privación de la vida;
VII. El cuerpo de la víctima sea expuesto o exhibido en un lugar público.
A quien cometa el delito de feminicidio se le impondrán de cuarenta a sesenta años de prisión y de quinientos a mil días multa.
Además de las sanciones descritas en el presente artículo, el sujeto activo perderá todos los derechos con relación a la víctima, incluidos los de carácter sucesorio.
En caso de que no se acredite el feminicidio, se aplicarán las reglas del homicidio.
Al servidor público que retarde o entorpezca maliciosamente o por negligencia la procuración o administración de justicia se le impondrá pena de prisión de tres a ocho años y de quinientos a mil quinientos días multa, además será destituido e inhabilitado de tres a diez años para desempeñar otro empleo, cargo o comisión públicos.”

### El Feminicidio en los Códigos Penales en entidades mexicanas
| N.º | Entidad Federativa                | Fecha de publicación | Figura típica           | Bien jurídico tutelado                                                            |
| 1.  | Aguascalientes Artículo 97A       | 21 de agosto de 2017 reformado el 11 de junio de 2018. reformado el 23 DE DICIEMBRE DE 2019.                                                                                             | Figura autónoma         | Vida                                                                              |
| 2.  | Baja California Artículo 129      | 5 de abril de 2013 reformado el 20 de marzo de 2015. reformado 24 de marzo del 2021 | Figura autónoma         | Vida                                                                              |
| 3.  | Baja California Sur Artículo 389  | Se aprueba el 29 de noviembre de 2013. Vetado por el gobernador del Estado el 28 de enero de 2014, es votado por el Congreso en febrero de 2014 y se publica el 30 de noviembre de 2014. | Agravante del homicidio | no                                                                                |
| 4.  | Campeche Artículo 160             | 20 de julio de 2012 reformado el 10 de marzo de 2013. | Figura autónoma         | Vida                                                                              |
| 5.  | Chiapas Artículo 164 Bis          | 8 de febrero de 2012. | Figura autónoma         | Vida                                                                              |
| 6.  | Chihuahua Artículo 126 Bis        | 14 de septiembre de 2017 | Figura autónoma         | Vida                                                                              |
| 7.  | Coahuila Artículo 336 Bis 1       | 24 de octubre de 2012 reformado el 15 de septiembre de 2015. | Figura autónoma         | Vida                                                                              |
| 8.  | Colima Artículo 191 Bis 5         | 27 de agosto de 2011 reformado el 4 de julio de 2015. | Figura autónoma         | Vida                                                                              |
| 9.  | Ciudad de México Artículo 148 bis | 26 de julio de 2011. | Figura autónoma         | Vida, integridad corporal, la dignidad y el acceso a una vida libre de violencia. |
| 10. | Durango Artículo 147 Bis          | 26 de julio de 2011. | Agravante del homicidio | Vida                                                                              |
| 11. | Estado de México Artículo 242 Bis | 18 de marzo de 2011 reformado el 22 de enero de 2014. | Figura autónoma         | Vida                                                                              |
| 12. | Guanajuato Artículo 153A          | 11 de junio de 2011. Reformado el 23 de mayo de 2014. | Figura autónoma         | Vida                                                                              |
| 13. | Guerrero Artículo 135             | 10 de septiembre de 2012 reformado el 1 de agosto de 2014. | Agravante del homicidio | Vida                                                                              |
| 14. | Hidalgo Artículo 139 Bis          | 1 de abril de 2013. | Figura autónoma         | Vida                                                                              |
| 15. | Jalisco Artículo 232 Bis          | 22 de septiembre de 2012. | Figura autónoma         | Vida                                                                              |
| 16. | Michoacán Artículo 120            | 21 de enero de 2014 | Agravante del homicidio | Vida                                                                              |
| 17. | Morelos Artículo 213 Quintus      | Se aprueba el 24 de junio de 2011 publicado el 2 de septiembre de 2011 reformado el 19 de noviembre de 2014                                                                              | Figura autónoma         | Moral pública                                                                     |
| 18. | Nayarit Artículo 361 Bis          | 9 de enero de 2020 | Figura autónoma         | Vida                                                                              |
| 19. | Nuevo León Artículo 331 bis       | 26 de junio de 2013 | Figura autónoma         | Igualdad de género y dignidad de la mujer                                         |
| 20. | Oaxaca Artículo 411               | 4 de octubre de 2013. | Figura autónoma         | Derecho a una vida libre de violencia                                             |
| 21. | Puebla Artículo 338               | 31 de diciembre de 2012 y 15 de julio de 2015 | Figura autónoma         | Vida                                                                              |
| 22. | Querétaro Artículo 126 Bis        | 12 de junio de 2013 reformado el 8 de mayo de 2015 | Figura autónoma         | Vida                                                                              |
| 23. | Quintana Roo Artículo 89 Bis      | 30 de mayo de 2012 | Figura autónoma         | Vida                                                                              |
| 24. | San Luis Potosí Artículo 135      | 23 de julio de 2011 reformado el 5 de septiembre de 2015. | Figura autónoma         | Vida                                                                              |
| 25. | Sinaloa Artículo 134 Bis          | 25 de abril de 2012. | Figura autónoma         | Vida                                                                              |
| 26. | Sonora Artículo 263 Bis           | 28 de noviembre de 2013. | Figura autónoma         | Vida                                                                              |
| 27. | Tabasco Artículo 115 Bis          | 18 de julio de 2020. | Figura autónoma         | Vida                                                                              |
| 28. | Tamaulipas Artículo 337 Bis       | 22 de junio de 2011 reformado el 23 de junio de 2016. | Agravante del homicidio | Vida                                                                              |
| 29. | Tlaxcala Artículo 229             | 31 de mayo de 2013 reformado el 28 de noviembre de 2014. | Agravante del homicidio | Vida                                                                              |
| 30. | Veracruz Artículo 367 Bis         | 29 de agosto de 2011. | Figura autónoma         | Violencia de género                                                               |
| 31. | Yucatán Artículo 394 Quinquies.   | 30 de abril de 2013 reformado el 1 de abril de 2014. | Figura autónoma         | Vida                                                                              |
| 32. | Zacatecas Artículo 309 Bis.       | 4 de agosto de 2012. | Figura autónoma         | Vida                                                                              |

### Ley General de Acceso de las Mujeres a una Vida Libre de Violencia
La Ley de Acceso de las Mujeres define la violencia feminicida como: “La forma extrema de violencia de género contra las mujeres, producto de la violación de sus derechos humanos, en los ámbitos público y privado, conformada por el conjunto de conductas misóginas que pueden conllevar impunidad social y del Estado y puede culminar en homicidio y otras formas de muerte violenta de mujeres.
En los casos de feminicidio se aplicarán las sanciones previstas en el artículo 325 del Código Penal Federal.”
Y establece la alerta de violencia de género: “Es el conjunto de acciones gubernamentales de emergencia para enfrentar y erradicar la violencia feminicida en un territorio determinado, ya sea ejercida por individuos o por la propia comunidad.“ y se ha considerado como un mecanismo de defensa

#### Alerta de Violencia de Género contra las Mujeres
Es un mecanismo del gobierno de México que tiene como objetivo «enfrentar y erradicar la violencia feminicida en un territorio determinado». Abarca diversas acciones, como protocolos de investigación sobre feminicidios y programas destinados a la prevención, así como «reformas para eliminar la desigualdad en la legislación y política pública»
Se activa para alertar a las personas pertenecientes a instancias gubernamentales y a la población en general sobre la urgencia de detener los feminicidios, el acoso callejero, laboral, escolar o doméstico, la discriminación y la violencia que viven las mujeres mexicanas, con el propósito de garantizar una buena calidad de vida libre de desigualdades.

### Casos o sentencias emblemáticas
Han existido ciertos casos que por desarrollo se han presentado en avances judiciales para la interpretación de la ley
- Campo Algodonero
- Sentencia Mariana Lima Buendía, Suprema Corte de Justicia de la Nación (SCJN)[9]
- Feminicidio de Lesvy Berlín Rivera Osorio
- Arroyo Navajo[10]
- Asesinato de Fátima Cecilia en 2020.

## Carpetas de investigación y polémicas
En el año 2020 en México se registraron 3,723 muertes violentas de mujeres, sumando feminicidios y homicidios dolosos, casi igual a la cifra del año anterior a la pandemia de COVID-19.
Para 2021, poco más de 900 de estos casos se han tipificado como feminicidios (los cuales están penados hasta con 70 años de prisión), esto debido a que en México no existen actualmente criterios homologados para tipificar el delito a un feminicidio. Ya que las cifras que presenta el Sistema Nacional de Seguridad Pública están sujetas a la forma en que cada fiscalía estatal clasifica el asesinato de mujeres. Pese a que desde el año 2015, la Suprema Corte de Justicia de la Nación (SCJN) estableció que cada muerte violenta de mujeres debía ser investigada en un inicio bajo el protocolo de feminicidio, hasta que haya elementos para descartar ese tipo de delito y consignarlo de otra forma en la carpeta de investigación.

## Feminicidios

### 2020
A lo largo del 2020 se registró un aumento en los feminicidios, esto causó una serie preocupaciones por parte de las y los ciudadanos de México, ya que tan solo en los primeros 7 meses del 2020, se hizo oficial la cifra de más de 2,000 asesinatos. México es considerado como uno de los países con más feminicidios en América Latina y en el mundo, entre los estados más peligrosos se encuentra el Estado de México, especialmente por uno de sus municipios: Ecatepec, pues en este estado se reportaron 84 asesinatos en los primeros meses del año.
Ingrid Escamilla
El caso de Ingrid Escamilla causó polémica, principalmente por parte de las ciudadanas mexicanas, siendo asesinada por su pareja en su departamento, pero cuanto las autoridades pertinentes llegaron al lugar de los hechos, cometieron un terrible error, pues filtraron a la prensa una serie de imágenes periciales que no debían ser reveladas, sin embargo, fueron publicadas en diversos periódicos, entre ellos, La Prensa.
Debido a este suceso, se llevaron a cabo manifestaciones en el Zócalo de la Ciudad de México, especialmente el viernes 14 de febrero, haciendo frente también al amor romántico que es causante de crímenes pasionales. Pero ahí no quedó el hecho, trascendió a la ley Ingrid, pues en caso de que se compartan cosas que traten de imágenes, audios o videos de cadáveres o partes de cuerpo, de las circunstancias de la muerte, de las lesiones o estado de salud, serán penados con prisión de dos a ocho años y con una multa de entre 43 mil y 86 mil pesos, y cuando se trate de información sobre mujeres, niñas, adolescentes, las penas se incrementarán hasta 12 años de prisión y en caso de que el servidor público filtre información, podrían ir a prisión hasta por 16 años.
Fátima Aldrighetti
El caso de Fátima es especial porque era una niña de 7 años que fue reportada como desaparecida el día 12 de febrero y encontrada el 16 del mismo mes, pues ella desapareció en la puerta de su primaria, posteriormente se reveló que fue abusada sexualmente y asesinada. Su cuerpo fue encontrado envuelto en una bolsa de plástico, aunque realmente en este caso las autoridades fueron negligentes con su caso; se trató de un caso en el que una pareja conocía a la niña.
La involucrada Giovanna Cruz testificó ante las autoridades que Mario Reyes le había pedido “una novia joven” para que le durara mucho tiempo, ella tenía miedo de no cumplir con la petición de Mario porque de la amenazó con violar a sus hijas. Como ella había vivido un tiempo con Fátima y su madre, encontró la excusa perfecta para que la infanta fuera con ellos, posteriormente ambos fueron partícipes en estrangular a la niña.
Alicia Cortés
Alicia Cortés fue encontrada en marzo dentro de una cisterna en casa de su pareja sentimental y jefe. Cuentan que el día que desapareció fue al terminar su relación sentimental y laboral con el involucrado, que de acuerdo con sus familiares él era muy posesivo, posteriormente, tras nueve días de desaparecida fue encontrada sin vida y con signos de violencia. Su familia denunció al sujeto como el principal sospechoso por lo antecedentes que tenían de violencia. Según diversos testimonios, el mismo feminicida fue quien reconoció el delito tras ser detenido e interrogado.

### 2021
Ingrid Escamilla
Ingrid Escamilla Vargas, de 25 años, fue asesinada y mutilada por su pareja el 9 de febrero de 2021 en la  Ciudad de México, México, quien posteriormente compartió fotos del crimen en redes sociales. El caso conmocionó al país por la brutalidad del crimen y la exposición pública de las imágenes.

### 2022
Debanhi Escobar
Debanhi Susana Escobar Bazaldúa, de 18 años, desapareció después de asistir a una fiesta con amigos en Monterrey, Nuevo León, México el 9 de abril de 2021. Su cuerpo fue encontrado 13 días después en una cisterna de un motel cercano. El caso generó gran conmoción social por las irregularidades en la investigación y la falta de respuestas por parte de las autoridades.
Lidia Gabriela
Lidia Gabriela Gómez, de 35 años, fue secuestrada por un taxista  en  Ciudad de México, México el  19 de noviembre de 2022 y posteriormente encontrada sin vida. El caso generó indignación por la presunta complicidad de las autoridades, quienes no atendieron a tiempo las llamadas de auxilio de la víctima.
Victoria Salas
Victoria Salas Martínez, de 36 años, fue asesinada en su departamento por su pareja en la Ciudad de México, México el 1 de junio de 2022, quien posteriormente intentó suicidarse. El caso se caracterizó por la violencia extrema del crimen y el historial de violencia doméstica que sufría la víctima.
Abril Pérez
Abril Pérez Sagaón de 27 años, fue asesinada el  7 de noviembre de 2022 a puñaladas en la  Ciudad de México, México por su esposo, quien posteriormente se suicidó. El caso se caracterizó por la denuncia pública que la víctima había realizado en contra de su agresor por violencia doméstica, sin obtener respuesta de las autoridades.

### 2023
Valeria López
Valeria López Gutiérrez, de 11 años, fue secuestrada, violada y asesinada en el estado de Ciudad Juárez, Chihuahua, México el 16 de marzo de 2024. Su cuerpo fue encontrado días después en un terreno baldío. El caso conmocionó al país por la brutalidad del crimen y la falta de avances en la investigación.

## Perspectivas teóricas
A partir del año de 1993, llamaron la atención los hechos que acontecían en Feminicidios en Ciudad Juárez, Chihuahua, en donde la incidencia delictiva relacionada con homicidios dolosos de mujeres aumentó drásticamente. Las cifras oscilaron entre 350 y 500 sólo hasta el año 2005. Si bien esta problemática no se limitaba a Ciudad Juárez, la manera brutal en que se cometieron muchos de esos crímenes, aunado a las insuficientes acciones realizadas por parte de las autoridades detonó lo que ahora se comprende y nombra como feminicidio.
Desde la academia se han elaborado diversas propuestas conceptuales que intentan explicar la realidad social de discriminación y violencia hacia las mujeres y niñas y que, en este caso, deriva en el asesinato violento de éstas por parte de hombres. Ciudad Juárez se convirtió en un ejemplo paradigmático tanto por la cantidad de asesinadas como por la persistente denuncia de familiares de las mismas.
Una de las propuestas teóricas que ha tenido mayor repercusión en México, tanto a nivel social como jurídico, ha sido la elaborada por la antropóloga feminista Marcela Lagarde de los Ríos quien acuñó el neologismo feminicidio retomando los aportes hechos por Diana Russell y Jill Radford a partir de la voz inglesa Femicide. Los argumentos de Marcela Lagarde para utilizar el concepto feminicidio en México en lugar de femicide es, en primer lugar, que este término al traducirse al castellano femicidio puede ser interpretado como el término femenino de homicidio, significando así sólo el sexo de las víctimas. En segundo lugar, el término feminicidio intenta dar cuenta no sólo del asesinato de niñas y mujeres por parte de hombres sino de la construcción social de estos crímenes de odio, culminación de la violencia de género contra las mujeres, así como de la impunidad que los configura. Analizado así el feminicidio es un crimen de Estado, ya que este no es capaz de garantizar la vida y la seguridad de las mujeres en general, quienes vivimos diversas formas y grados de violencia cotidiana a lo largo de la vida.
Como se advierte, un elemento adicional en la traducción de femicide a feminicidio en la conceptualización de Lagarde es la inexistencia del Estado de derecho que fomenta la reproducción de la violencia y los asesinatos sin castigo, es decir, la impunidad. De esta manera, el concepto feminicidio incluye delitos de lesa humanidad “que contienen los crímenes, los secuestros y las desapariciones de niñas y mujeres en un cuadro de colapso institucional”. El feminicidio como crimen de Estado se ejecuta tanto en procesos de paz como de guerra. Este también incluye formas de violencia que pueden terminar en el asesinato e incluso el suicidio de mujeres. La explicación del feminicidio se encuentra en las relaciones desiguales de género en las que lo femenino ocupa una posición inferior la cual conlleva discriminación, explotación y exclusión social de niñas y mujeres, que a su vez son legitimadas por la impunidad social y judicial.
Por otro lado, Julia E. Monarrez Fragoso, realizó desde el año de 2001 una investigación sobre los feminicidios en Ciudad Juárez, ya para ese entonces denominados de tal forma, en la cual la autora expone su concepción sobre los sucesos de violencia e impunidad surgidos en esa ciudad. Monárrez se adhiere a la utilización del concepto de feminicidio propuesto por Marcela Lagarde. La utilización de este término es importante para Monárrez porque “se trata de un concepto político que describe a la mujer en el asesinato de que es objeto”. En 2001 Monárrez hablaba de feminicidio sexual serial, sin embargo, la autora abandonó este término y transitó al de feminicidio sexual sistémico el cual implica el asesinato de una niña o mujer perpetrado por un hombre. En esta última concepción, dicha teórica parte de que no sólo se asesina el cuerpo de la mujer sino que también se violenta la construcción cultural de su cuerpo en el marco de las relaciones inequitativas de los géneros en donde el hombre tiene superioridad genérica frente a la mujer, y de ahí es que surgen formas de violencia como la misoginia, el control y el sexismo que se toleran por parte de un Estado masculinizado.
Para Monárrez, la misoginia no es una característica fundante del sistema patriarcal sino que para entender el feminicidio hay que tomar en cuenta las estructuras sociales, políticas y económicas dentro de las cuales se fomenta la violencia de género y, por tanto, el feminicidio. Si bien éste es global, tiene diversas formas de representarse, por ello, Monárrez propone hacer una clasificación del feminicidio para avanzar en su especificidad. Esta misma autora llega a la conclusión de que el feminicidio en Ciudad Juárez es un asesinato “sexualmente político” contra las mujeres puesto que, dentro del sistema patriarcal, se funde sexo y violencia, y se establece una relación íntima entre hombría y placer. Para Monárrez el feminicidio en la ciudad fronteriza también es sistémico porque abarca o pertenece a la totalidad de un sistema donde coinciden elementos culturales, políticos, económicos y religiosos para que aquel se produzca.
Otra de las perspectivas teóricas de este fenómeno ha sido la ofrecida por Rita Laura Segato, antropóloga argentina, quien, invitada en 2004 por activistas de las organizaciones Epikeia y Nuestras Hijas de Regreso a Casa, comenzó a configurar una reflexión sobre lo acontecido en México y en específico en Ciudad Juárez. Segato parte de la propuesta realizada por Lagarde y Monárrez, en cuanto a que el uso de la categoría de feminicidio como estrategia política pone de manifiesto el sistema de poder patriarcal que sustenta el control del cuerpo y la capacidad de castigo sobre las mujeres. Este sistema de poder patriarcal impregnaría el ambiente social de odio y desprecio por el cuerpo femenino y por los atributos asociados a la feminidad. Para esta autora era necesario hacer énfasis en que los feminicidios o crímenes del patriarcado son crímenes de poder los cuales tienen dos funciones simultáneas, por un lado la retención o manutención del poder y, por el otro, su reproducción.
Lo que se distingue de esta propuesta es que para Segato los feminicidios no sólo tienen una dimensión instrumental sino expresiva, es decir, el objetivo de la violencia letal en contra de las mujeres y su representación simbólica en lo femenino no es solamente mantenerlas subordinadas en las relaciones de género, sino expresar y comunicar un mensaje a interlocutores quienes serían los integrantes de una comunidad masculina. De tal forma que la propuesta teórica es entender el acto violento y el feminicidio como un lenguaje.
Otra característica que esta autora distingue en su análisis es la afinidad entre cuerpo femenino y territorio. La asociación, conquista territorial y violación de los cuerpos tanto en las guerras premodernas hasta las modernas y en todas las civilizaciones es clara, de forma que el sometimiento, sexualización, feminización y conquista son considerados como equivalentes simbólicos.
Si bien todos los feminicidios pueden entrar en este esquema, lo acontecido en Ciudad Juárez tiene características particulares por lo que se debe distinguir y hacer una clasificación por tipos de feminicidio de acuerdo a sus contextos económicos y geopolíticos. En este sentido, los feminicidios de Juárez no tendrían como factor predominante el odio hacia las mujeres, sino que la violencia ejercida hacia la mujer conformaría un mensaje cuya función sería celebrar un pacto mediante el cual se garantiza la permanencia de esa hermandad mafiosa, o bien, de exhibir poder.
Lejos de analizar los feminicidios como consecuencia o causa de la impunidad, Segato propone pensarlos como productores y reproductores de impunidad. Una forma de sellar la complicidad colectiva en las ejecuciones de las mujeres de Ciudad Juárez, sería un pacto de silencio que garantizara la lealtad inviolable a “cofradías mafiosas” que operan en ese lugar. En consecuencia, para Rita Laura Segato es indispensable distinguir entre feminicidios y advertir la clara diferencia que existe entre los feminicidios en Juárez y los crímenes de género de tipo doméstico.
En cuanto a considerar los feminicidios como sexuales, Rita Laura Segato propone que más que tener un fin sexual se ejecutan por medios sexuales.
Segato hace una diferencia entre feminicidio y genocidio. Si bien acepta que los feminicidios son crímenes genéricos, es decir, la agresión está dirigida a un sujeto en tanto la pertenencia del mismo a un tipo, ya sea de ideología, raza, etnia, lengua, género o religión, en el genocidio la retórica del odio hacia el/la otro conduce a su eliminación, mientras que en el feminicidio la misoginia como motivo del acto está más próximo al sentimiento de un cazador por su trofeo, se trata de un desprecio por la vida de las mujeres o a la convicción de que el único valor de esa vida se encuentra en su disponibilidad para la apropiación.
Los feminicidios en Ciudad Juárez, en la concepción de Segato, no serían crímenes comunes de género sino crímenes corporativos, crímenes de “Segundo Estado”, que comparten una característica idiosincrática de los abusos del poder político los cuales se presentan como crímenes sin sujeto personalizado, ejecutados sobre una víctima que tampoco es personalizada. Son próximos a crímenes de Estado, de lesa humanidad, donde el “Segundo Estado” que los produce no puede ser encuadrado porque no existen categorías y procedimientos jurídicos para enfrentar tales crímenes.

## Activismo

### Arte
La denuncia del feminicidio ha estado presente desde principios del año 2000 en la obra de numerosas artistas. Activistas y artistas han ido de la mano para denunciar el asesinato de mujeres señala la artista y teórica feminista Mónica Mayer. Las primeras exposiciones de denuncia sobre el feminicidio fueron realizadas por artistas chicanas en Estados Unidos en colaboración con las mexicanas según Mayer. Además de exposiciones realizan marchas hacia Ciudad Juárez para denunciar la situación. En el 2000, Maritza Morillas pinta "Paisaje cotidiano en Ciudad Juárez" e invitada por Yan María Castro a participar en una exposición contra la violencia hacia las mujeres, crea la serie “CAroDAtaVERnibus” (2001) dedicada a las mujeres asesinadas en Ciudad Juárez.
En 2002 Claudia Bernal organiza una performance en el Zócalo para denunciar la violencia contra la mujer. También Lorena Wolffer realiza el trabajo Mientras dormíamos: el caso Juárez o la guatemalteca Regina José Galindo en El dolor en un pañuelo del año 1999 o Perra, del año 2005 tratan la violencia de género y el feminicidio.
También Coco Fuscó desde Nueva York en una performance con el artista y hactivista Ricardo Domínguez, "Dolores from 10 to 10" (2002) denuncia la situación de las mujeres en las maquilas y la violencia a la que se enfrentan. María Ezcurra en 2003 presenta la escultura "Ni una más". Es también el año en el que el coletivo MujerArte AC (2002-2006) liderado por Yan María Castro convoca el Primer encuentro sobre feminicidio a través de las artes. En 2005 el colectivo La Ira del Silencio liderado por Ana María Iturbe presentó "Feminicidios, en el país de no pasa nada"
En 2017 el Museo Memoria y Tolerancia de Ciudad de México presentó la exposición temporal "Feminicidio en México. !Basta ya!" con la curaduría de Linda Atach y obra de Teresa Margolles, Mayra Martell, Iván Castaneira, Cintia Bolio, Teresa Serrano y Elina Chauvet realizadas también en la última década,

### Antimonumenta
Las Antimonumenta son antimonumentos erigidos para exigir justicia por las víctimas de la violencia de género y feminicidios en distintos estados de México como la CDMX, el Estado de México, Jalisco, Quintana Roo y Chiapas.

### Fútbol
El día 28 de octubre de 2017, la barra Los de Arriba mostró un centenar de cartelones con la leyenda "Ni una menos", en el partido disputado entre León y Veracruz. Además se publicó un comunicado en redes sociales, denunciando la violencia contra las mujeres.